# Baap Ka Maal
Baap Ka Maal è un brano musicale del film di Bollywood Zila Ghaziabad, cantato da Sukhwinder Singh, Mika Singh e Mamta Sharma, con musiche di Amjad Nadeem e testi di Shabbir Ahmed, pubblicato nel 2013.

## Video musicale
Il videoclip è stato girato dopo le principali riprese del film. Nel ruolo di ballerina interpretata Geeta Basra dalla fidanzata del giocatore di cricket Harbhajan Singh il video musicale è stato girato dopo le principali riprese del film.